# Фома Гордеев (филм)
„Фома Гордеев“ (на руски: Фома Гордеев) е съветски филм от 1959 година, създаден по мотиви от едноименния роман на Максим Горки.

## Сюжет
След дългогодишно очакване, имайки вече дъщеря, богатият волжки търговец Игнат Гордеев (Сергей Лукянов) се сдобива със син, Фома, истински наследник на рода. Радостта е помрачена от загубата на съпругата му, починала при раждането. Малкият Фома е изпратен да се възпитава в семейството на крепостния селянин Яков Маякин (Павел Тарасов).
Шест години по-късно Игнат прибира сина си у дома и се опитва да го възпита по свой образец, да го превърне в труден и упорит човек, господар на своя живот. В училището Фома (Георгий Епифанцев) се сприятелява с Николай Ежов (Игор Сретенский), момче от бедно семейство, но най-добрия ученик в класа, и с Африкан Смолин (Генадий Сергеев), наследник на собственик на фабрика за обработка на кожа.
Още от малък Фома не може да се примири с начина, по който живее неговото семейство и самият той. След поредния гуляй баща му умира. Младежът наследява огромно състояние, но това не му донася радост и спокойствие. Неудовлетвореността си от живота той разменя за оргии. Наблюдавайки обгръщащата го несправедливост, той започва жесток, но безсмислен конфликт с хората от своето обкръжение.
Хитрият Маякин търси признаване на недееспособността на младия Гордеев. Скоро Фома се озовава на самото дъно на живота. Превърнал се в клошар, той се реди на опашка за да получи топла храна в дом за благотворителност, построен с неговите пари.

## В ролите
- Сергей Лукянов като Игнат Матвеевич Гордеев
- Георгий Епифанцев като Фома Гордеев
- Алла Лебецкая като Люба Гордеева
- Павел Тарасов като Яков Тарасович Маякин
- Марианна Стриженова като Саша, метресата на Фома
- Мария Милкова като София Павловна Мединская
- Игор Сретенский като Николай Ежов
- Генадий Сергеев като Африкан Смолин
- Исай Гуров като Ухтищев
- Борис Ситко като Князев
- Борис Андреев като Званцев
- Анатолий Соловьов като Кононов
- Александър Жуков като Зобов

## Награди
- Награда Сребърно платно за най-добра режисура на Марк Донской от Международния кинофестивал в Локарно, Швейцария през 1960 година.[1]